# Oneirodes myrionemus
Oneirodes myrionemus es una especie de pez del género Oneirodes, familia Oneirodidae, orden Lophiiformes. Fue descrita científicamente por Pietsch en 1974.
Especie inofensiva para el ser humano. Puede alcanzar los 1800 metros de profundidad.

## Descripción
Su longitud estándar es de 13,7 centímetros.

## Distribución
Se distribuye por el Atlántico norte.